# Pinto (Chile)
Pinto es una comuna de la zona central de Chile, en la provincia de Diguillín, Región de Ñuble, Chile. Su capital es el pueblo homónimo. 
Limita al norte con la comuna de Coihueco, al oeste con las comunas de Chillán y San Ignacio, por el sur con El Carmen y Antuco (Provincia del Biobío), y este con la provincia argentina de Neuquén. Su actual alcalde es Marcelo Ojeda Cárcamo.
Forma parte del Distrito Electoral n.º 19 y pertenece a la 13.ª Circunscripción Senatorial (Biobío Cordillera).

## Historia
No están claros sus orígenes prehispánicos. Sus primeros habitantes fueron tribus de chiquillanes que vivían de la recolección de frutos silvestres.
Durante la guerra de Independencia de Chile, en sus alrededores ocurrió el Combate Vegas de Saldías, que hoy se recuerda con un monolito ubicado a un costado del camino que une Pinto con Las Trancas. Anteriormente transitaron por él los hermanos Pincheira, famosos cuatreros que asolaron la mayor parte de la zona centro sur del país.
La localidad de Pinto fue fundada oficialmente el 6 de octubre de 1860 por órdenes del general e intendente de Ñuble José Manuel Pinto Arias, que levantó los planos de un pequeño caserío rural y cuyo apellido pasó a ser posteriormente el nombre de la población.
La comuna fue fundada oficialmente el 22 de diciembre de 1891 bajo la Ley de Creación de Comunas Autónomas.

## Medio ambiente

### Geomorfología y componentes abióticos

Trazado simplificado de los ecosistemas y cuerpos de agua presentes en la comuna de Pinto.

La comuna de Pinto se encuentra emplazada en las unidades geomorfológicas de Cordillera andina de retención crionival, Llano central fluvio-glacio-volcanico y Precordillera; y presenta según la clasificación climática de Köppen clima de tundra (ET), clima de tundra de lluvia invernal (ET (s)), clima mediterráneo de lluvia invernal (Csb), clima mediterráneo de lluvia invernal de altura (Csb (h)) y clima mediterráneo frío de lluvia invernal (Csc). Cuenta con copiosas precipitaciones en invierno y con un clima cálido y seco en verano.
Esta además se halla entre las cuencas hidrográficas de río Biobío y río Itata. Además, la comuna posee diversos cuerpos de agua, entre los que se destacan la laguna El Lobo, laguna Huemul y laguna La Verguil; y río Blanquillo, río Calabocillo, río de Las Perdices, río del Águila, río Los Peucos, río Polcura, río Quemazones y río Relbun.

### Componentes bióticos
Dentro del territorio de la comuna se pueden hallar los siguientes ecosistemas:
- Bosque caducifolio mediterráneo donde predominan Nothofagus obliqua y Persea lingue (En peligro crítico)
- Bosque caducifolio mediterráneo interior donde predominan Nothofagus obliqua y Cryptocarya alba (En peligro crítico)
- Bosque caducifolio mediterráneo-templado andino donde predominan Nothofagus alpina y Nothofagus obliqua (Vulnerable)
- Bosque caducifolio mediterráneo-templado andino donde predominan Austrocedrus chilensis y Nothofagus obliqua (Vulnerable)
- Bosque caducifolio mediterráneo-templado andino donde predominan Nothofagus pumilio y Nothofagus obliqua (Vulnerable)
- Bosque caducifolio templado andino donde predominan Nothofagus pumilio y Azara alpina (Vulnerable)
- Bosque esclerófilo mediterráneo interior donde predominan Lithrea caustica y Peumus boldus (En peligro)
- Bosque esclerófilo psamófilo mediterráneo interior donde predominan Quillaja saponaria y Fabiana imbricata (En peligro crítico)
- Matorral bajo templado andino donde predominan Adesmia longipes y Senecio bipontinii (Vulnerable)
- Matorral bajo templado andino donde predominan Discaria chacaye y Berberis empetrifolia (Vulnerable)
- Zonas geográficas hinóspitas sin vegetación (Sin información)

### Medidas de protección ambiental y conflictos socioambientales
Hasta 2022, la comuna de Pinto cuenta con las siguientes zonas que poseen algún nivel de protección ambiental:
- Corredor Nevados de Chillán - Laguna del Laja (Reserva Biósfera)[12]
- Los Pellines (Iniciativa de Conservación Privada)[13]
- Nevados de Chillán (Sitios Ley 19.300)[14]
- Reserva Forestal Ñuble (Reserva Forestal)[15]

## Demografía
En el 2017, la comuna de Pinto tenía una población de 10 827 habitantes y una densidad poblacional de 9,3 hab/km².

### Localidades
Localidades con sus respectivos habitantes correspondientes al Censo de 2002:
- Pinto, capital comunal, 2787 habitantes.
- Recinto-Los Lleuques, 1589 habitantes.
- El Rosal, 726 habitantes.
- El Chacay, 326 habitantes.
- Las Vertientes, 249 habitantes.
- Las Trancas, 130 habitantes.
- Las Vegas Ríos, 126 habitantes.
- La Invernada, 107 habitantes.
- Termas de Chillán, 89 habitantes.
- El Empedrado, 80 habitantes.
- El Valle, 63 habitantes.
- El Macal, 55 habitantes.
- Los Pincheira, 44 habitantes.
- El Marchant, 30 habitantes.
- Las Comadres, 25 habitantes.
- Entrepiernas, 22 habitantes.
- El Tranque, 18 habitantes.
- El Aserradero, 15 habitantes.

## Administración

### Municipalidad
La Ilustre Municipalidad de Pinto es dirigida para el periodo 2024-2028 por el alcalde Jairo Del Pino Lema (REP), el cual es asesorado por el concejo municipal, integrado por los concejales:
- José Miguel Carrasco Argomedo (REP)
- Marcelo Antonio Gutiérrez Vera (UDI)
- María José Chávez Cuevas (RN)
- Manuel Guzmán Bastías (UDI)
- Luis Galdames Toledo (REP)
- René Cárdenas Bravo (Ind./UDI)

## Economía
En 2018, la cantidad de empresas registradas en Pinto fue de 224. El Índice de Complejidad Económica (ECI) en el mismo año fue de -0,56, mientras que las actividades económicas con mayor índice de Ventaja Comparativa Revelada (RCA) fueron Servicios de Control de Incendios Forestales (171,46), Cultivos Frutales en Plantas con Ciclo de Vida de una Temporada (148,75) y Hoteles (118,0).

### Turismo

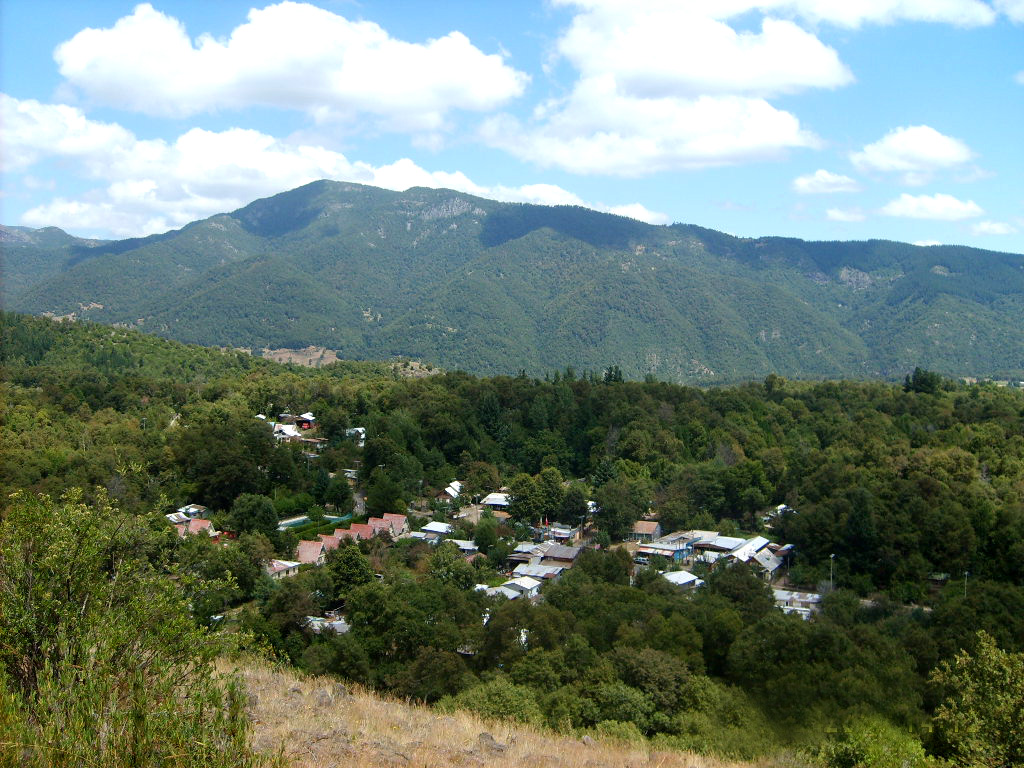
Vista del Pueblo de los Lleuques, Camino a las Termas

El turismo es una de las actividades que más ha crecido en los últimos años a través del complejo Termas de Chillán, ubicado en la Cordillera de los Andes a 80 kilómetros de la ciudad de Chillán, es un lugar en donde existe un complejo de esquí, hoteles y un casino de juegos. Alrededor de este complejo hay numerosos restaurantes, cabañas, recintos para camping y el desarrollo de actividades deportivas y recreativas. Sus atractivos naturales destaca la Cordillera de los Andes, en particular los Nevados de Chillán, además de los torrentosos ríos Ñuble y Renegado que atraviesan su territorio y que forman parte de la cuenca del río Itata.
Un poco más al oeste de las termas se encuentra la aldea de Las Trancas, lugar destacado por su floreciente turismo y su cercanía con las termas. Otras localidades destacados son Los Lleuques, Recinto, El Rosal, Shangrilá, Atacalco, Ciruelito, Las Vegas, Los Rastrojos, El Cardal, Cuatro Esquinas, El Sandial, entre otros.
En la localidad de Recinto se encuentran vestigios del antiguo Ramal Chillán-Recinto, ferrocarril que cumplía el doble propósito de transpostar pasajeros y mercancías.
En Los Lleuques (poblado que recibe el nombre por el árbol Prumnopitys andina) se pueden encontrar negocios de provisiones y un bar. El pueblo posee una escuela, sede de la Fiesta de La Avellana que hace un par de años se viene organizado, en su primera versión por la Agrupación "Amigos de Los Lleuques".

## Medios de comunicación

### Radioemisoras
FM
- 91.5 MHz - Radio Interactiva
- 101.9 MHz - Radio Valeria
- 107.1 MHz - Radio Pinto FM

## Ciudades hermanas
- Argentina Pinto[23]
- España Pinto[23]
- Honduras Pinto[23]